# Adolf Kristoffer Nielsen
Adolf Kristoffer Nielsen, född 1890 i Oslo, död 1960, var en norsk kompositör och dirigent, kapellmästare vid Det Norske Teatret 1922–1956. Han skrev musik till ett flertal skådespel, och skrev även sånger till de populära norska filmerna Gjest Baardsen – en norsk Lasse-Maja (1939) och Nordlandets våghals (1942).

## Filmmusik
- 1930 – Kristine Valdresdatter
- 1934 – Liv
- 1939 – Å, en så'n brud!
- 1939 – Gjest Baardsen – en norsk Lasse-Maja
- 1940 – Godvakker-Maren
- 1941 – Gullfjellet
- 1942 – Nordlandets våghals